# Thomas Curson Hansard
Thomas Curson Hansard (* 1776; † 1833) war ein britischer Drucker. Hansard wurde vor allem aufgrund der nach ihm benannten Protokolle der Sitzungen des britischen Unterhauses, Hansard, und der parlamentarischen Gremien anderer englischsprachiger Länder bekannt.

## Leben
Hansard war Sohn von Luke Hansard. 1803 etablierte er eine Druckerei in der Londoner Paternosterstraße. 1809 begann Hansard die von Cobbett herausgegebenen Aufzeichnungen der britischen Parlamentsdebatten (Parliamentary Reports) zu drucken. 1812 verkaufte der in Finanznot geratene Cobbett seine Redaktion an Hansard, der seither die Parlamentsberichte nicht nur druckte, sondern auch bis zu seinem Tod herausgeben ließ. Den Sammlungen ließ er ab 1829 nach seinem Familiennamen den Namen Hansard geben. Nach Hansards Tod übernahmen seine Brüder James und Luke Graves Hansard die Veröffentlichung des Hansard. 1889 übernahm die staatseigene Hansard Publishing Union Limited die Veröffentlichungen der Parlamentsmitschriften.
Daneben verfasste Hansard das Buch Typographia, an Historical Sketch of the Origin and Progress of the Art of Printing (1825).